# Gunung Batok
Gunung Batok är ett berg i Indonesien.   Det ligger i provinsen Aceh, i den västra delen av landet, 1 700 km nordväst om huvudstaden Jakarta. Toppen på Gunung Batok är 1 321 meter över havet. Gunung Batok ingår i Pegunungan Pase.
Terrängen runt Gunung Batok är kuperad åt nordväst, men åt sydost är den bergig. Runt Gunung Batok är det ganska glesbefolkat, med 38 invånare per kvadratkilometer. I omgivningarna runt Gunung Batok växer i huvudsak städsegrön lövskog.